# Virginia Ramírez Merino
Virginia Ramírez Merino (nacida el 22 de mayo de 1964 en Madrid, Comunidad de Madrid) es una jugadora de hockey sobre hierba ya retirada que participó en el equipo de España que ganó la medalla de oro en los Juegos Olímpicos de Barcelona 1992. En la actualidad sigue vinculada al mundo del deporte desde el ámbito empresarial.

## Biografía
Nació el 22 de mayo de 1964 en Madrid (España).
Participó en la candidatura de Madrid como ciudad olímpica para el año 2016, que finalmente recayó en Río de Janeiro.

## Carrera deportiva
A los 28 años participó en los Juegos Olímpicos, donde ganó la medalla de Barcelona 92 en hockey sobre hierba femenino, lo que supuso el culmen a su carrera deportiva.